# Cerophanes radialis
Cerophanes radialis är en stekelart som beskrevs av Sergey A. Belokobylskij 1985. Cerophanes radialis ingår i släktet Cerophanes och familjen bracksteklar. Inga underarter finns listade i Catalogue of Life.